# لويز نيفيلسون
لويز نيفيلسون (23 سبتمبر 1899-17 أبريل 1988) كانت نحاتة أمريكية اشتهرت بقطع الحائط الضخمة أحادية اللون والخشبية والمنحوتات الخارجية.
ولدت في محافظة بولتافا التابعة للإمبراطورية الروسية (أوكرانيا الحالية)، وهاجرت مع عائلتها إلى الولايات المتحدة في أوائل القرن العشرين. تعلمت نيفيلسون اللغة الإنجليزية في المدرسة، حيث كانت تتحدث اليديشية في المنزل.

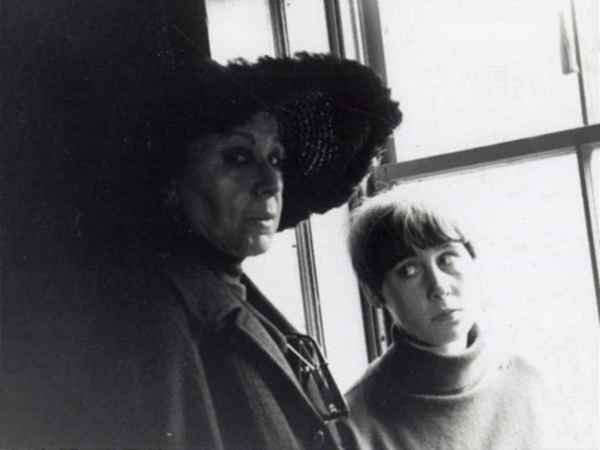
لويز نيفيلسون وحفيدتها نيث نيفيلسون عام 1965

بحلول أوائل الثلاثينيات من القرن الماضي، كانت تحضر دروسًا فنية في رابطة طلاب الفنون في نيويورك، وفي عام 1941 أقامت معرضها الفردي الأول. طالبة من هانز هوفمان وشيم جروس، جربت نيفيلسون الفن المفاهيمي المبكر باستخدام الأشياء التي تم العثور عليها، وانخرطت في الرسم والطباعة قبل تكريس حياتها للنحت. عادة ما يتم إنشاؤها من الخشب، تبدو منحوتاتها تشبه الألغاز، مع قطع متعددة مقطوعة بشكل معقد موضوعة في منحوتات جدارية أو قطع قائمة بذاتها، غالبًا ما تكون ثلاثية الأبعاد. وتتمثل إحدى السمات الفريدة لعملها في أن أشكالها غالبًا ما يتم رسمها باللون الأسود أو الأبيض الأحادي اللون. شخصية في المشهد الفني الدولي، تم عرض نيفيلسون في بينالي البندقية الحادي والثلاثين. يظهر عملها في مجموعات كبيرة في المتاحف والشركات. لا تزال نيفيلسون أحد أهم الشخصيات في النحت الأمريكي في القرن العشرين.